# 517 (numero)
Cinquecentodiciassette (517) è il numero naturale dopo il 516 e prima del 518.

## Proprietà matematiche
- È un numero dispari.
- È un numero composto con 4 divisori: 1, 11, 47, 517. Poiché la somma dei suoi divisori (escluso il numero stesso) è 59 < 517, è un numero difettivo.
- È un numero di Smith nel sistema numerico decimale.
- È un numero semiprimo.
- È un numero fortunato.
- È un numero congruente.
- È parte delle terne pitagoriche (517, 1044, 1165), (517, 2820, 2867), (517, 12144, 12155), (517, 133644, 133645).

## Astronomia
- 517 Edith è un asteroide della fascia principale.
- NGC 517 è una galassia lenticolare della costellazione dei Pesci.

## Astronautica
- Cosmos 517 è un satellite artificiale russo.